# Вальдкирхен
Вальдкирхен (нем. Waldkirchen) — город и городская община в Германии, в Республике Бавария.
Община расположена в правительственном округе Нижняя Бавария в районе Фрайунг-Графенау. Население составляет 10 481 человек (на 31 декабря 2010 года). Занимает площадь 80,06 км². Официальный код — 09 2 72 151.

## Фотогалерея

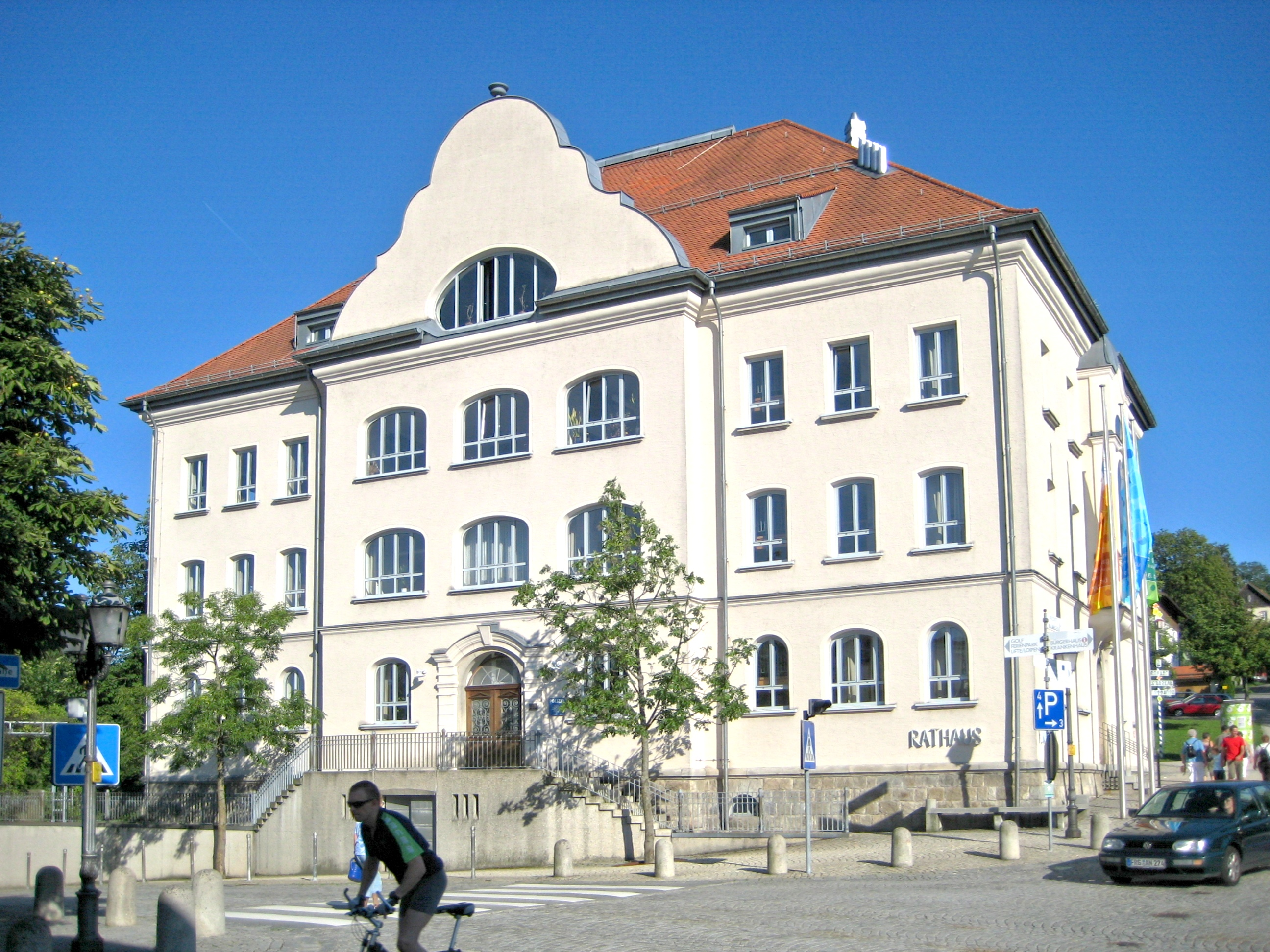
Здание мэрии
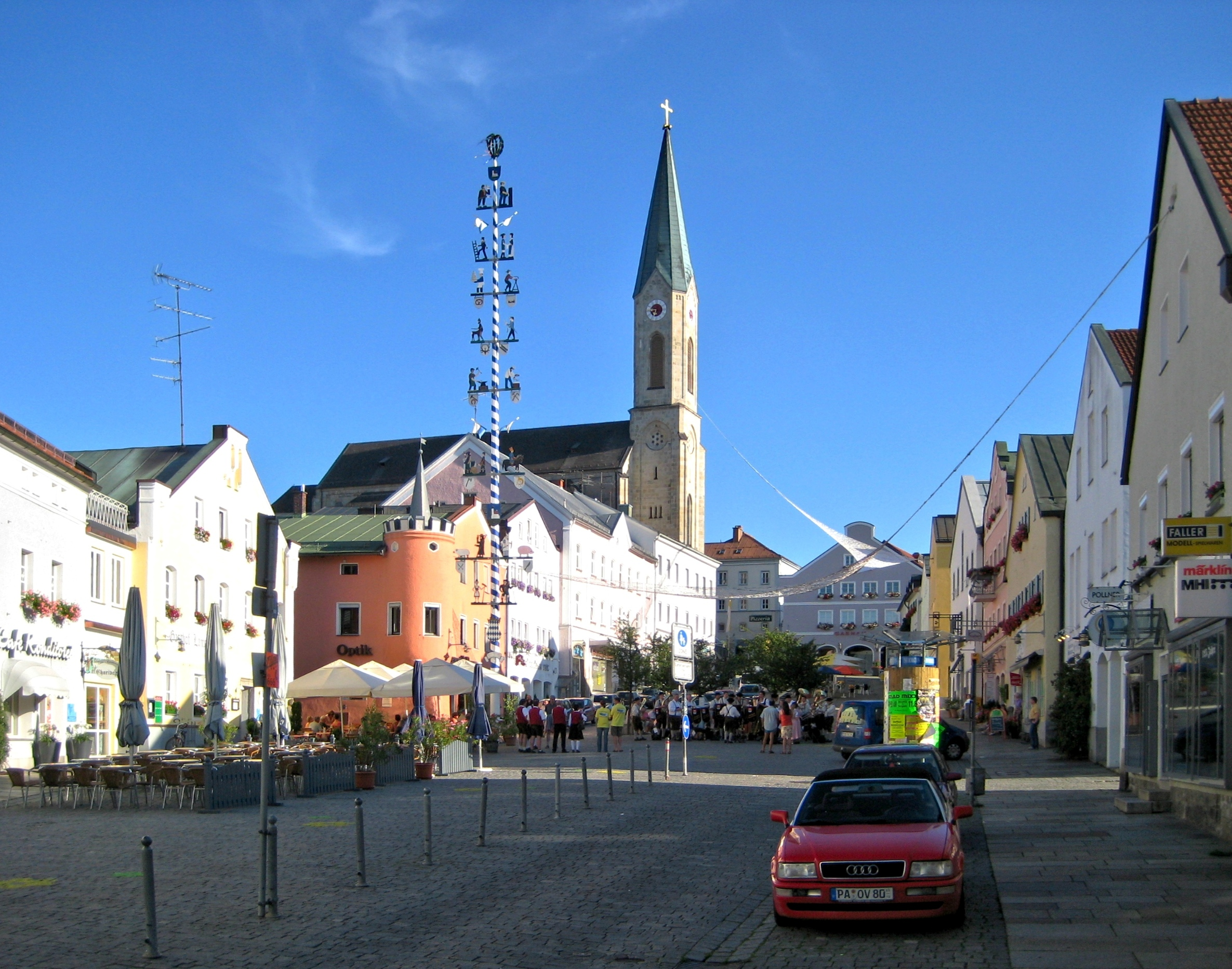
Рыночная площадь и кирха Св. Петра и Павла
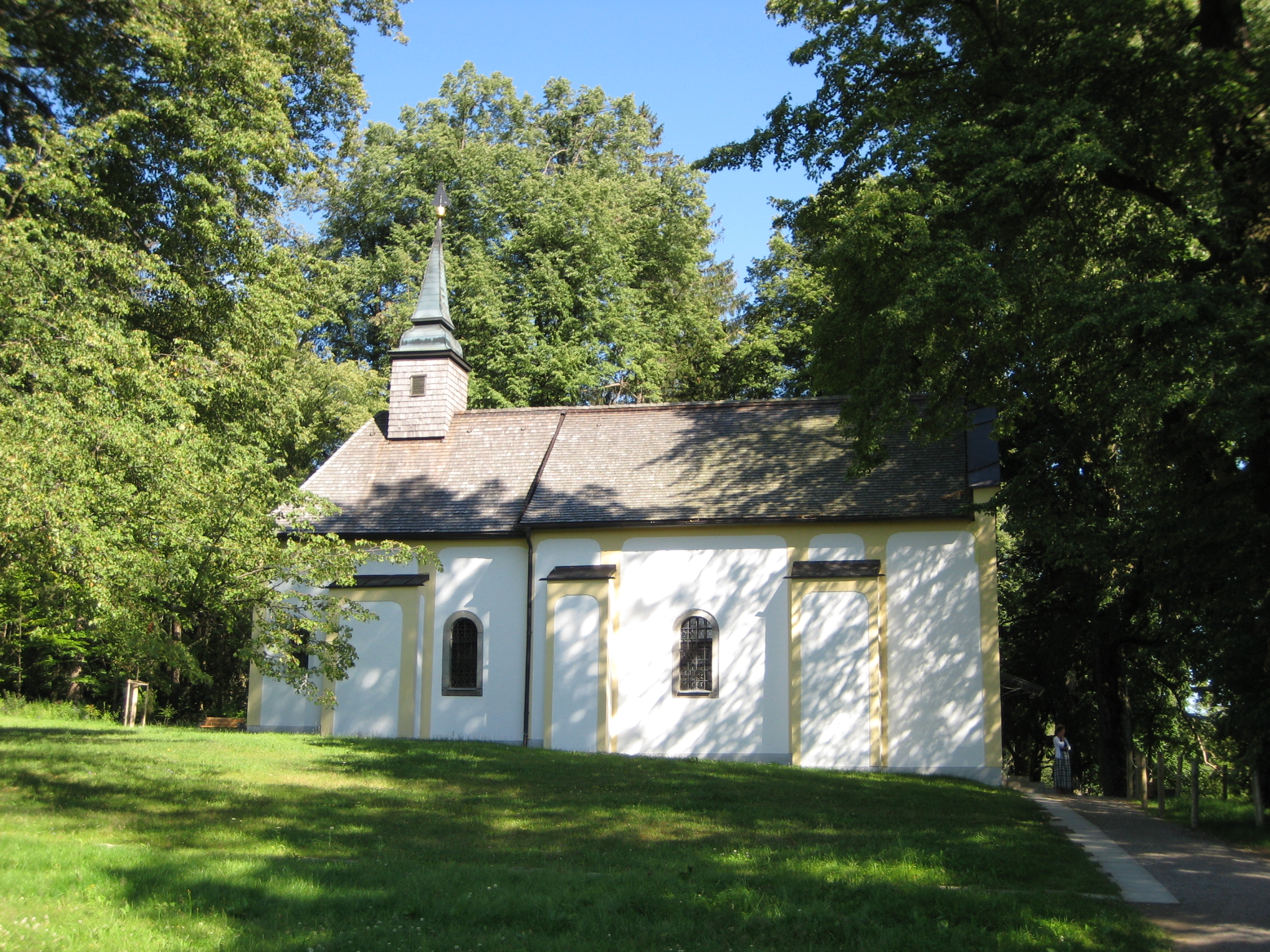
Церковь Сы. Карла Борромео

## Население
По оценке на 31 декабря 2015 года население общины Вальдкирхен составляет 10 283 чел. 

| Дата      | 1840 | 1871 | 1900 | 1925 | 1939 | 1950 | 1961 | 1970 | 1987 | 2011  |
| --------- | ---- | ---- | ---- | ---- | ---- | ---- | ---- | ---- | ---- | ----- |
| Население | 4700 | 4970 | 5765 | 6352 | 6627 | 8495 | 7865 | 8691 | 9448 | 10225 |

| Год       | 1960 | 1970 | 1980 | 1990 | 2000  | 2009  | 2010  | 2011  | 2012  | 2013  | 2014  | 2015  |
| --------- | ---- | ---- | ---- | ---- | ----- | ----- | ----- | ----- | ----- | ----- | ----- | ----- |
| Население | 7831 | 8715 | 8876 | 9740 | 10578 | 10446 | 10481 | 10230 | 10273 | 10244 | 10277 | 10283 |